# 德魯斯基寧凱 (市鎮)
德魯斯基寧凱是立陶宛阿利圖斯縣内的市镇，行政中心为德魯斯基寧凱镇。市镇面積为454平方公里，2021年人口数量为19,011人。